# Хороднік-де-Жос
Хороднік-де-Жос (рум. Horodnic de Jos) — комуна у повіті Сучава в Румунії. До складу комуни входить єдине село Хороднік-де-Жос.
Комуна розташована на відстані 381 км на північ від Бухареста, 39 км на північний захід від Сучави.

## Населення
У 2009 року у комуні проживали 2512 осіб.

## Зовнішні посилання
- Дані про комуну Хороднік-де-Жос на сайті Ghidul Primăriilor